# Jerusalem British War Cemetery
Jerusalem British War Cemetery er en britisk militærkirkegård i Mt. Scopus i Jerusalem for soldater fra det britiske statssamfund i Mandatområdet i Palæstina under Første Verdenskrig.